# Isosaari (ö i Finland, Birkaland, Tammerfors, lat 61,54, long 24,80)
Isosaari är en ö i Finland. Den ligger i sjön Pajulanjärvi och i kommunen Kangasala i den ekonomiska regionen Tammerfors och landskapet Birkaland, i den södra delen av landet, 150 km norr om huvudstaden Helsingfors. Öns area är 32,1 hektar och dess största längd är 1,3 kilometer i nord-sydlig riktning.